# Landet för länge sedan III: Jakten på det försvunna vattnet
Landet för länge sedan III: Jakten på det försvunna vattnet (engelska: The Land Before Time III: The Time of the Great Giving) är den andra uppföljaren till Landet för längesedan. Den släpptes direkt till video i USA den 6 december 1995.

## Handling
Lillefot och hans vänner har det bra i den Stora Dalen. Ända tills massor av meteorer faller ner i den Stora Dalen och täpper igen vattenkällorna. Detta gör att det blir mycket ont om vatten och alla måste samsas om det sista. Ceras pappa blir den stöddiga dinosaurien som bestämmer över allting och bestämmer över tiderna när vissa ska få dricka. Detta gör att de vuxna blir osams och Lillefot och hans vänner ger sig ut för att leta rätt på vattnet och rädda den Stora Dalen.

### Fotnoter
1. ↑  ”Landet för länge sedan III: Jakten på det försvunna vattnet” (på engelska). Internet Movie Database. 5 december 1995. http://www.imdb.com/title/tt0113596/releaseinfo?ref_=tt_ov_inf. Läst 27 augusti 2016.